# Megadytes marginithorax
Megadytes marginithorax là một loài bọ cánh cứng trong họ Bọ nước. Loài này được Perty miêu tả khoa học năm 1830.